# Santa Cruz de los Pescadores
Santa Cruz de los Pescadores är en ort i Mexiko.   Den ligger i kommunen Unión Hidalgo och delstaten Oaxaca, i den sydöstra delen av landet, 600 km sydost om huvudstaden Mexico City. Santa Cruz de los Pescadores ligger 11 meter över havet och antalet invånare är 101.
Terrängen runt Santa Cruz de los Pescadores är platt. Runt Santa Cruz de los Pescadores är det ganska tätbefolkat, med 134 invånare per kvadratkilometer. Närmaste större samhälle är Juchitán de Zaragoza, 19,7 km väster om Santa Cruz de los Pescadores. Omgivningarna runt Santa Cruz de los Pescadores är en mosaik av jordbruksmark och naturlig växtlighet.